# Paizay-le-Chapt
Paizay-le-Chapt – miejscowość i gmina we Francji, w regionie Nowa Akwitania, w departamencie Deux-Sèvres.
Według danych na rok 1990 gminę zamieszkiwało 290 osób, a gęstość zaludnienia wynosiła 14 osób/km² (wśród 1467 gmin regionu Poitou-Charentes Paizay-le-Chapt plasuje się na 724. miejscu pod względem liczby ludności, natomiast pod względem powierzchni na miejscu 377.).